# Бели глас
Бели глас или бело певање је савремени назив, за певачку технику који се обично користи у источној Европи, за традиционални стил певања. Алтернативни називи за традиционалну народну технику певања су: отворен глас, пун глас, природан глас.

## Техника
Техника се заснива на отвореном грлу и слободном волумену са јарком бојом. Користи све врсте регистара у зависности од многих фактора. Понекад је то близу контролисаног вриштања или једноставног дозивања. Ваздух излази кроз потпуно отворено грло. Користе се горњи и средњи резонатори, хрскавица ларинкса, кости и ваздушне шупљине у глави и грлу. Карактеристична карактеристика ове врсте гласа је његова светлина, јасноћа (не у смислу боје гласа) или интензитет. Иако се дисање може узети у насумичне тренутке песме, то је веома важан израз за подвлачење. У данашње време „оживљавање“ народног певања учинило је овај стил универзалним, равноправним и равним. Рад на терену показује да је стил сложенији од самог певања „на нос” и гласно. То углавном зависи од земље/региона, говора, боје гласа, звука, соло или вишегласног певања и индивидуалног израза певача.

## Прилике
Од давнина се практиковало међу сеоским становништвом у централној и источној Европи. Гласно и јасно певање потиче од вежбања на отвореном при раду у пољу. Гласно певање зависи и од певања уз инструменталну пратњу. Глас певача мора да „удари” у музику да би се чуо. Источни истраживачи су такође мишљења да се у традиционалним културама веровало да дуг, унисон и гласан, снажан глас има магијску моћ.
Бели глас је коришћен током таквих обреда као што су крштење, венчања, сахране и годишњи ритуали везани за сеоску годину, кола  на великим скуповима и у малим просторима.
Најпознатији савремени бендови који настављају тај стил певања (али нису базирани на селима и чине прилично типичне модерне градске певаче) су: Го_А, Древо и ДакхаБракха из Украјине, The Bulgarian Voices Angelite из Бугарске, Светлана Спајић из Србије, Trys Keturiose из Литваније, Południce из Пољске, Народни Празник (Народний Праздник) из Русије и Гуда из Белорусије.

## Географија
У Украјини, Летонији, Литванији, Белорусији, Русији, Пољској, Србији, Хрватској и Бугарској у вишегласном певању учествује бели глас. У Чешкој, Словачкој и Пољској користе гласовну монофонију.